# Pat Powers

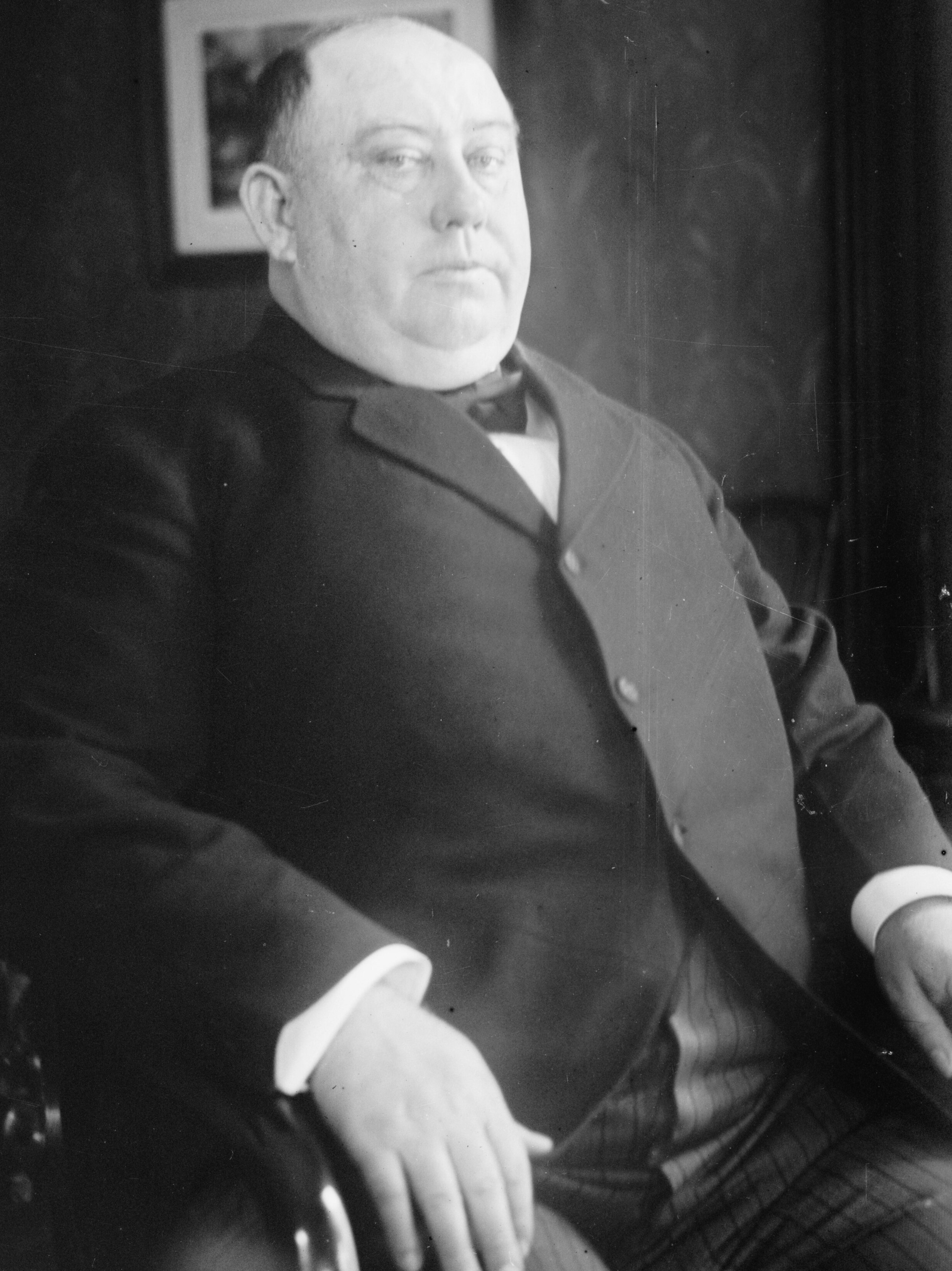
Pat Powers (1869-1948)

Patrick A. Powers (1869 - 30 de julio de 1948) fue un empresario de ascendencia irlandesa, estuvo dedicado a la animación entre los años 20 y 30.

## Biografía
Nació en el Condado de Waterford, Irlanda, fundó la Powers Motion Picture Company que se fusionó con la compañía de Carl Laemmle IMP en 1912 para crear Universal Pictures. En la compañía Universal se desempeñó como tesorero.
Según la mensajería exprés de Buffalo, Powers era considerado un nativo de Buffalo. Su hermana, Mary Ellen Powers, vivió en Buffalo durante toda su vida. Powers se unió a Joseph A. Schubert, Sr. y vendieron fonógrafos entre 1900 y 1907. En 1907, crearon la Buffalo Film Exchange, que compraba películas a productores para poder proyectarlas. Powers se trasladó a Nueva York en 1910.
Powers invirtió en lo que quedaba de la compañía DeForest Phonofilm en primavera de 1927. Lee De Forest estaba al borde de la bancarrota, debido a varios juicios en contra de sus socios Theodore Case y Freeman Harrison Owens. DeForest vendió varios equipos sonoros a cines. 
En junio de 1927, Powers intentó adueñarse de la compañía de De Forest, sin resultados positivos. Tras esto, Powers contrató a un técnico que trabajaba para DeForest, William Garrity, para crear un sistema de grabación similar al de Phonofilm, recibió el nombre Powers Cinephone. En este tiempo, De Forest no tenía los recursos suficientes para demandar a Powers por infracción de patentes.
En 1928, Powers vendió a Walt Disney el sistema Cinephone para que pudiera crear dibujos animados con sonido como Steamboat Willie (1928) de Mickey Mouse. Disney recurrió a la compañía de Powers Celebrity Pictures para distribuir sus nuevos dibujos animados.
Tras dos años de exitosos trabajos de Mickey Mouse y Silly Symphonies, Walt Disney hizo frente a Powers en 1930 con relación a las ganancias de la distribución. Powers respondió contratando al animador de Disney Ub Iwerks para que creara su propio estudio de animación. 
El estudio de Ub Iwerks no tuvo un gran éxito, hizo series como Flip the Frog y Willie Whopper, distribuidas por Metro-Goldwyn-Mayer, y ComiColor, distribuida por Celebrity Pictures. El estudio cerró en 1936.
Según el obituario del 1 de agosto de 1948 en el New York Times, Powers era el presidente de Powers Film Products Company en Rochester, Nueva York al momento de su muerte. Además tenía casas en Nueva York y Westport, Connecticut.
Patrick Powers murió el 30 de julio de 1948 en el Doctors Hospital de Nueva York tras una breve enfermedad. Fue cuidado por su hermana y su hija, Roscoe M. George de San Fernando, California.